# Vacina contra rotavírus
A vacina contra rotavírus é uma vacina que confere proteção contra infeções por rotavírus, as quais são a principal causa de diarreia grave entre crianças. As vacinas previnem 15–34% dos casos de diarreia grave nos países em vias de desenvolvimento e 37–96% dos casos nos países desenvolvidos. As vacinas diminuem ainda o risco de morte por diarreia entre crianças. A imunização de bebés diminui ainda a frequência da doença entre idosos e entre pessoas que não foram vacinadas.
A Organização Mundial de Saúde (OMS) recomenda que a vacina contra rotavírus seja incluída nos planos nacionais de vacinação, sobretudo em regiões onde a doença é comum. Recomenda ainda que a vacinação seja realizada a par de campanhas para promoção da amamentação, lavagem das mãos, água potável e saneamento. A vacina é administrada por via oral e requer a administração de duas a três doses. A idade recomendada de administração é às seis semanas de idade.
As vacinas contra rotavírus são fabricadas a partir de vírus atenuados. As vacinas são seguras, incluindo para pessoas com VIH/SIDA. Uma das primeiras fórmulas da vacina estava associada a intussuscepção, mas nas fórmulas atuais não há evidências desta associação. No entanto, devido ao potencial risco, não estão recomendadas em bebés com antecedentes de intussuscepção.
A vacina contra rotavírus foi comercializada pela primeira vez nos Estados Unidos em 2006. Faz parte da Lista de medicamentos essenciais da Organização Mundial de Saúde, os medicamentos mais seguros, eficazes e imprescindíveis num sistema de saúde. À data de 2014, o preço de venda ao público nos países em vias de desenvolvimento é de 6,96 e 20,66 dólares por dose. Por comparação, nos Estados Unidos o preço é superior a 200 dólares. À data de 2013 existiam dois tipos de vacinas disponíveis em todo o mundo: Rotarix e RotaTeq. Em alguns países são usadas outras.